# José Pedro Pinto Leite
José Pedro Maria Anjos Pinto Leite ComL (Cascais, Cascais, 29 de junho de 1932 – Rio Mansoa (a oeste de Bissau), 25 de julho de 1970) foi um empresário e político português.

## Biografia
Nasceu em Cascais, filho de António Correia de Sá Pinto Leite e de Alice Jardim Anjos, sendo neto paterno do 3.º visconde dos Olivais e bisneto do 1.º conde de Valenças. Licenciou-se em Direito pela Faculdade de Direito da Universidade de Lisboa, onde presidiu à direção da Associação Académica. Dedicou-se à administração das empresas da família. Empenhado na vida social e política, presidiu à Câmara de Comércio e Indústria Luso-Alemã, foi membro da direcção do Grémio Literário e membro do Centro Nacional de Cultura.
Foi um dos subscritores do Manifesto dos 101 Católicos, um documento publicado a 4 de outubro de 1965 contra a política colonial da ditadura. Nessa data estava a decorrer a última sessão do Concílio Vaticano II, o que terá influenciado o teor do manifesto. O manifesto dos 101 católicos teve importante impacto na vida política do Estado Novo, não só pelo claro apoio manifestado por setores católicos pela primeira vez à oposição, como congregar nomes que já assumiam, ou viriam a assumir, relevo na sociedade portuguesa.
Antigo aluno e amigo pessoal de Marcelo Caetano, em 1969, no desencadear da Primavera Marcelista, foi escolhido para deputado à Assembleia Nacional, onde se converteu no líder informal da Ala Liberal, a semi-oposição legal ao regime do Estado Novo. Desaparecido num desastre de avião, durante uma visita à Guiné-Bissau, viria a suceder-lhe Francisco Sá Carneiro à frente dessa ala parlamentar, marcante pela tentativa de democratização interna do Estado Novo.
O desastre de aviação que o vitimou ocorreu cerca das 15:00 horas do dia 25 de julho de 1970, quando, acompanhado de outros três deputados à Assembleia Nacional, voava num helicóptero Alouette III da Força Aérea Portuguesa num trajecto de Teixeira Pinto para Bissau. O helicóptero, pilotado pelo alferes miliciano piloto-aviador da FAP Francisco Lopes Manso, fazia parte de uma formação de três helicópteros comandada pelo capitão piloto-aviador Ricardo Carvalho Cubas, que pilotava uma das aeronaves, sendo o terceiro aparelho pilotado pelo alferes miliciano piloto-aviador Carlos Coelho. A formação foi atingida por uma forte chuvada, tendo um dos aparelhos, o que transportava os deputados e o oficial de ligação do Comando Chefe das Forças Armandas da Província da Guiné que os acompanhava, caído nas águas do Rio Mansoa. O acidente ocorreu numa zona em que as águas do estuário tinham cerca de 20 m de profundidade, a leste da Ilha de Lisboa, ou seja, entre esta e a Ilha de Bissau. Todos os ocupantes morreram. Os passageiros eram, para além de José Pedro Pinto Leite, os deputados à Assembleia Nacional James Pinto Bull, Leonardo Augusto Coimbra e José Vicente de Abreu e o capitão de cavalaria José Carvalho de Andrade, oficial de ligação ao comando militar da Guiné Portuguesa.
A título póstumo, foi distinguido como comendador da Ordem da Liberdade, a 14 de abril de 1982.
Casou em Nelas, Canas de Senhorim, a 29 de outubro de 1955, com Maria Teresa de Freitas de Utra Machado (Lisboa, 31 de maio de 1935 — Lisboa, 5 de maio de 2009), com geração. Foi tio paterno de António Maria Vieira de Castro Pinto Leite e tio por afinidade da mulher de José de Almeida e Vasconcelos Pinto Coelho.